# Beziehungen zwischen der Republik Moldau und den Vereinigten Staaten

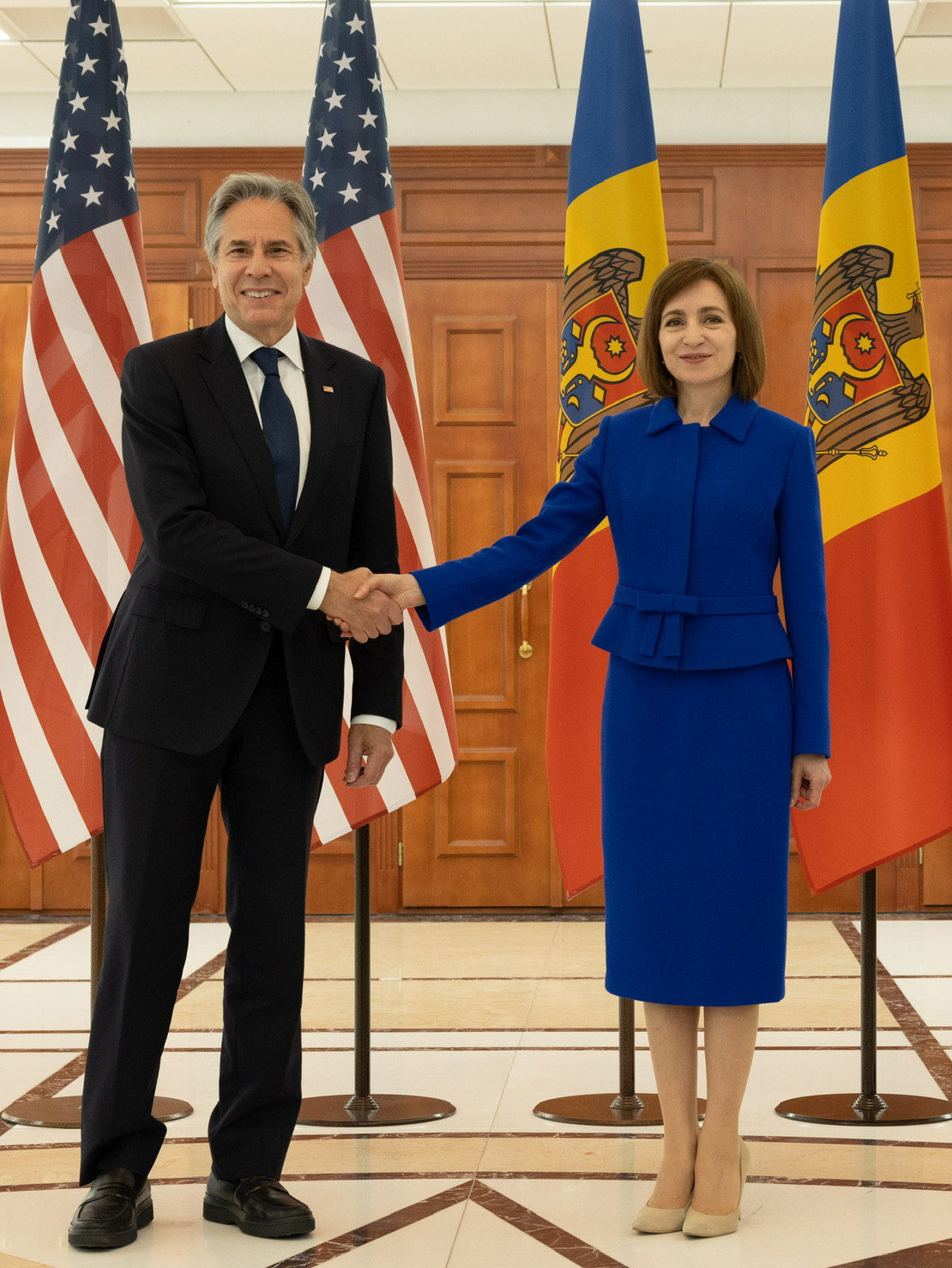
US-Außenminister Antony Blinken mit der moldauischen Präsidentin Maia Sandu (2024)

Die Beziehungen zwischen der Republik Moldau und den Vereinigten Staaten sind das zwischenstaatliche Verhältnis zwischen der Republik Moldau und den Vereinigten Staaten (USA). Beide Staaten pflegen partnerschaftliche diplomatische, wirtschaftliche und kulturelle Kontakte, und die Vereinigten Staaten unterstützen die territoriale Integrität Moldaus im Transnistrien-Konflikt sowie die Westintegration des Landes.
Nach dem Zerfall der Sowjetunion erkannten die USA am 25. Dezember 1991 die Unabhängigkeit der ehemaligen sowjetischen Teilrepublik an und nahmen im Februar 1992 offizielle Beziehungen auf. Bereits im März 1992 eröffneten die Vereinigten Staaten eine Botschaft in der Hauptstadt Chișinău. Moldau folgte im Dezember 1993 mit der Eröffnung seiner Botschaft in Washington, D.C. In den ersten Jahren der Unabhängigkeit schlossen beide Länder zahlreiche Abkommen. So trat 1992 ein bilaterales Handelsabkommen mit Meistbegünstigungsklausel in Kraft. Ebenfalls 1992 wurde ein Investitionsförderungs-Abkommen mit der Overseas Private Investment Corporation (OPIC) unterzeichnet, um US-Investitionen in Moldau durch Kredite und Garantien zu erleichtern. 1993 folgte ein bilateraler Investitionsschutzvertrag, und 1995 räumten die USA Moldau Zollvergünstigungen im Rahmen des Generalized System of Preferences (GSP) ein. Die Beziehungen blieben freundschaftlich: Die USA leisteten umfangreiche Entwicklungshilfe für demokratische Reformen und Wirtschaftswachstum. Seit 1992 haben die Vereinigten Staaten über 1,5 Milliarden US-Dollar an Unterstützung für Moldau bereitgestellt; dazu gehörte ein Fünfjahres-Entwicklungsprogramm der Millennium Challenge Corporation (MCC) ab 2010 im Wert von 262 Millionen US-Dollar zur Förderung der Landwirtschaft und Infrastruktur.
Kulturell und gesellschaftlich bestehen vielfältige Austauschbeziehungen zwischen beiden Ländern. So sind seit 1993 Peace-Corps-Freiwillige aus den USA in Moldau im Einsatz; insgesamt leisteten seitdem über 1600 US-Amerikaner dort Freiwilligendienst. Daneben fördern Bildungsprogramme (z. B. Fulbright-Stipendien) und amerikanische Kulturzentren in Chișinău den kulturellen Austausch. Es gibt zudem eine größere moldauische Diaspora in den Vereinigten Staaten, insbesondere in Städten wie New York, Chicago und Sacramento. Um ihren im Ausland lebenden Staatsbürgern besser zu dienen, hat Moldau 2025 neue Generalkonsulate in Chicago und Sacramento eröffnet.
Auf militärischem Gebiet ist Moldau zwar bündnisfrei, kooperiert aber in begrenztem Rahmen mit den USA. 1994 trat das Land dem NATO-Programm Partnership for Peace bei. Die Streitkräfte beider Länder führen gemeinsame Übungen durch: So findet seit 2015 jährlich das Manöver Fire Shield mit US-amerikanischer und rumänischer Beteiligung in Moldau statt, um die Interoperabilität der Truppen zu erhöhen. Die Vereinigten Staaten unterstützen außerdem die Modernisierung der moldauischen Armee durch Ausbildung und Ausrüstung. Im Bereich der Sicherheitspolitik engagieren sich die USA in der OSZE-geführten 5+2-Verhandlungsgruppe zur Lösung des Transnistrien-Konflikts und bekräftigen ihre Unterstützung für Moldaus territoriale Integrität.
Die wirtschaftlichen Beziehungen zwischen Moldau und den USA sind von Entwicklungszusammenarbeit und moderatem Handel geprägt. Der bilaterale Warenaustausch belief sich im Jahr 2023 auf rund 184 Millionen US-Dollar; Moldau exportierte Waren im Wert von 61,6 Mio. $ in die USA und importierte US-Güter für 122,9 Mio. $. Damit machen die USA nur einen kleinen Teil des moldauischen Außenhandels aus (etwa 2–3 %). Einige US-Unternehmen sind in Moldau investiert, beispielsweise in den Bereichen Informationstechnik und Weinproduktion. Die Vereinigten Staaten gehören zudem zu den größten Geberländern und unterstützen Moldau durch finanzielle Hilfen bei Reformen, Energieversorgung und der Annäherung an westliche Wirtschaftsstrukturen.
Die USA unterhalten eine Botschaft in Chișinău, während Moldau eine Botschaft in Washington, D.C. besitzt. Zusätzlich bestehen seit 2025 moldauische Generalkonsulate in Chicago und Sacramento (USA).